# Tréglonou
 Tréglonou  (en bretón Treglonoù) es una población y comuna francesa, situada en la región de Bretaña, departamento de Finisterre, en el distrito de Brest y cantón de Lannilis.

## Demografía
| 454 | 381 | 384 | 445 | 494 | 492 |
| Para los censos de 1962 a 1999 la población legal corresponde a la población sin duplicidades (Fuente: INSEE [Consultar]) |     |     |     |     |     |